# Cicindela limbata
Cicindela limbata este o specie de insecte coleoptere descrisă de Thomas Say în anul 1823. Cicindela limbata face parte din genul Cicindela, familia Carabidae.

## Subspecii
Această specie cuprinde următoarele subspecii:
- C. l. hyperborea
- C. l. labradorensis
- C. l. limbata
- C. l. nympha